# Tây Belorussia
Tây Belorussia hoặc Tây Belarus (tiếng Belarus: Заходняя Беларусь, đã Latinh hoá: Zachodniaja Bielaruś; tiếng Ba Lan: Zachodnia Białoruś; tiếng Nga: Западная Белоруссия, đã Latinh hoá: Zapadnaya Belorussiya) là một khu vực lịch sử của Belarus hiện đại, từng thuộc về Cộng hòa Ba Lan thứ hai trong giai đoạn giữa hai thế chiến. Trong vòng hai mươi năm trước cuộc xâm lược Ba Lan năm 1939, đây là phần phía bắc của vùng vĩ mô Kresy của Ba Lan. Sau khi kết thúc Chiến tranh thế giới thứ hai tại châu Âu, phần lớn Tây Belorussia được Đồng minh nhượng lại cho Liên Xô, trong khi một số phần như Białystok được trao cho Cộng hòa Nhân dân Ba Lan. Cho đến trước khi Liên Xô giải thể vào năm 1991, Tây Belorussia hình thành nên phần phía tây của Cộng hòa Xã hội chủ nghĩa Xô viết Byelorussia. Ngày nay, nó tạo thành phía tây của Belarus hiện đại.
Được tạo ra bởi Liên Xô sau khi chinh phục Ba Lan, các tỉnh mới phía tây của CHXHCNXV Byelorussia giành từ Ba Lan bao gồm Baranavichy, Belastok, Brest, Vileyka và Pinsk. Chúng được tổ chức lại một lần nữa sau khi Liên Xô giải phóng Belarus khỏi Đức, thành các tỉnh miền Tây hiện nay của Belarus, bao gồm toàn bộ tỉnh Grodno và Brest, cũng như một phần của tỉnh Minsk và Vitebsk ngày nay. Vilnius được Liên Xô trao cho Cộng hòa Litva, ngay sau đó nước này trở thành Cộng hòa Xã hội chủ nghĩa Xô viết Litva.

## Bối cảnh

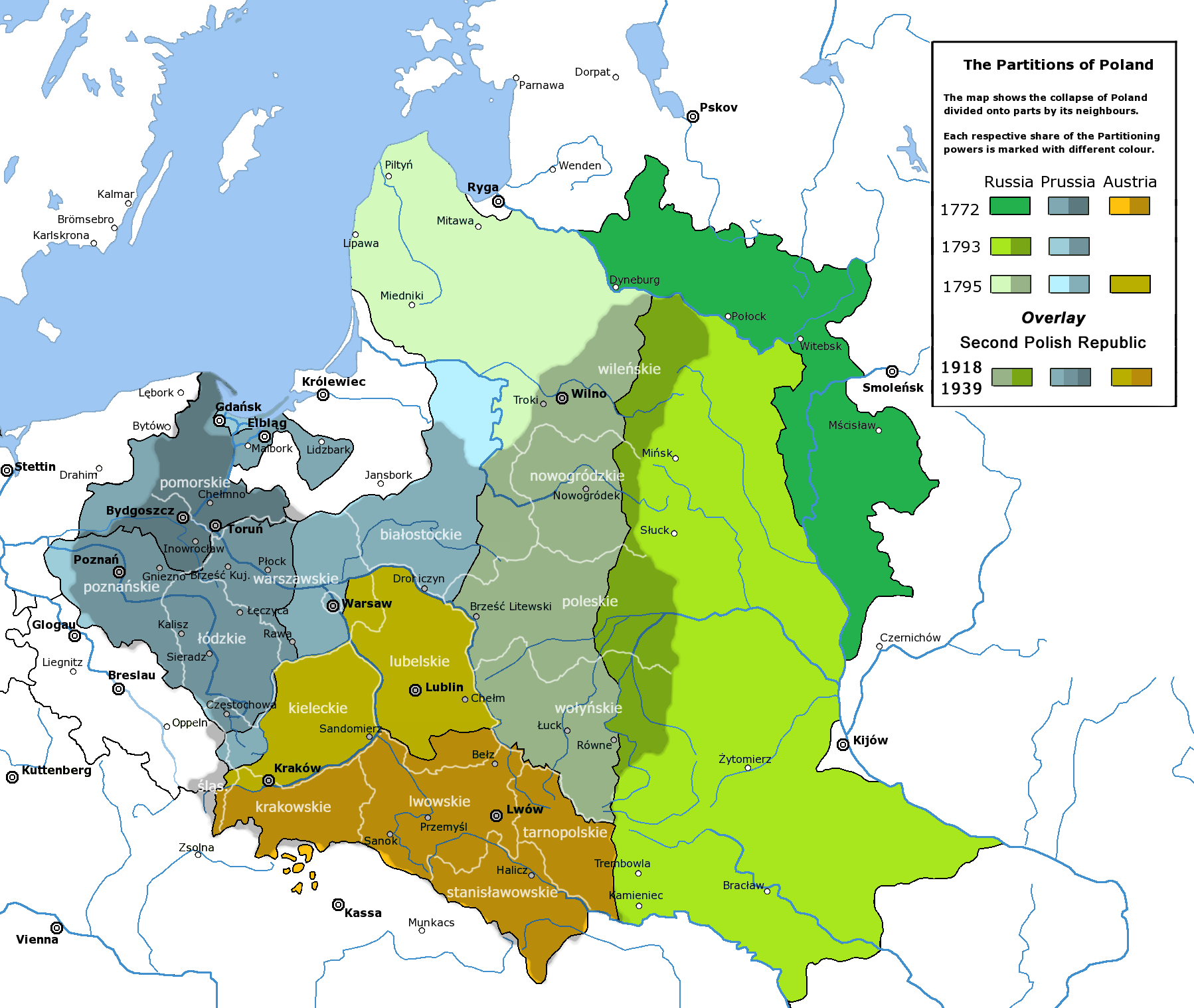
Sơ lược về Thịnh vượng chung Ba Lan–Litva trước phân chia Ba Lan vào năm 1772, 1793, và 1795

Các lãnh thổ của Belarus, Ba Lan, Ukraina và các quốc gia Baltic hiện nay là một mặt trận chính trong Chiến tranh thế giới thứ nhất;  trong suốt thời gian đó, Đảo chính Bolshevik lật đổ Chính phủ lâm thời Nga và thành lập Nga Xô viết. Những người Bolshevik rút khỏi cuộc chiến với Liên minh Trung tâm khi ký kết Hiệp ước Brest-Litovsk, và nhượng Belarus cho Đức. Bộ chỉ huy cấp cao của Đức tận dụng cơ hội này để chuyển quân sang Mặt trận phía Tây cho Cuộc tấn công mùa xuân năm 1918, để lại khoảng trống quyền lực. Những dân tộc ngoài người Nga sinh sống trên những vùng đất được Liên Xô nhượng lại cho Đế quốc Đức nhìn nhận hiệp ước này là cơ hội để thành lập các quốc gia độc lập dưới bảo trợ của Đức. Ba tuần sau khi Hiệp ước Brest-Litovsk được ký vào ngày 3 tháng 3 năm 1918, Hội đồng Trung ương Belarus mới thành lập đã thành lập Cộng hòa Nhân dân Belarus. Ý tưởng này bị người Đức, Bolshevik và người Mỹ bác bỏ.  Woodrow Wilson bác bỏ nó bởi vì người Mỹ có ý định bảo vệ toàn vẹn lãnh thổ của phần lãnh thổ Nga thuộc châu Âu.
Số phận của khu vực vẫn chưa được giải quyết trong ba năm rưỡi sau đó. Chiến tranh Ba Lan-Liên Xô nổ ra vào năm 1919 đặc biệt gay gắt; kết thúc với Hòa ước Riga năm 1921. Ba Lan và các nước Baltic nổi lên thành những quốc gia độc lập giáp ranh với Liên Xô. Lãnh thổ của Belarus ngày nay được hiệp ước chia thành Tây Belorussia do người Ba Lan cai trị, còn Liên Xô cai trị Đông Byelorussia, với thị trấn biên giới ở Mikaszewicze. Đáng chú ý, hiệp ước hòa bình được ký kết với sự tham gia tích cực đầy đủ của phái đoàn Byelorussia bên phía Xô viết. Theo các điều khoản, Ba Lan từ bỏ mọi quyền lợi và yêu sách đối với các lãnh thổ của Byelorussia thuộc Liên Xô, trong khi nước Nga Xô viết từ bỏ mọi quyền và yêu sách đối với Tây Belorussia thuộc Ba Lan.

### Rada của Cộng hòa Dân chủ Belarus lưu vong

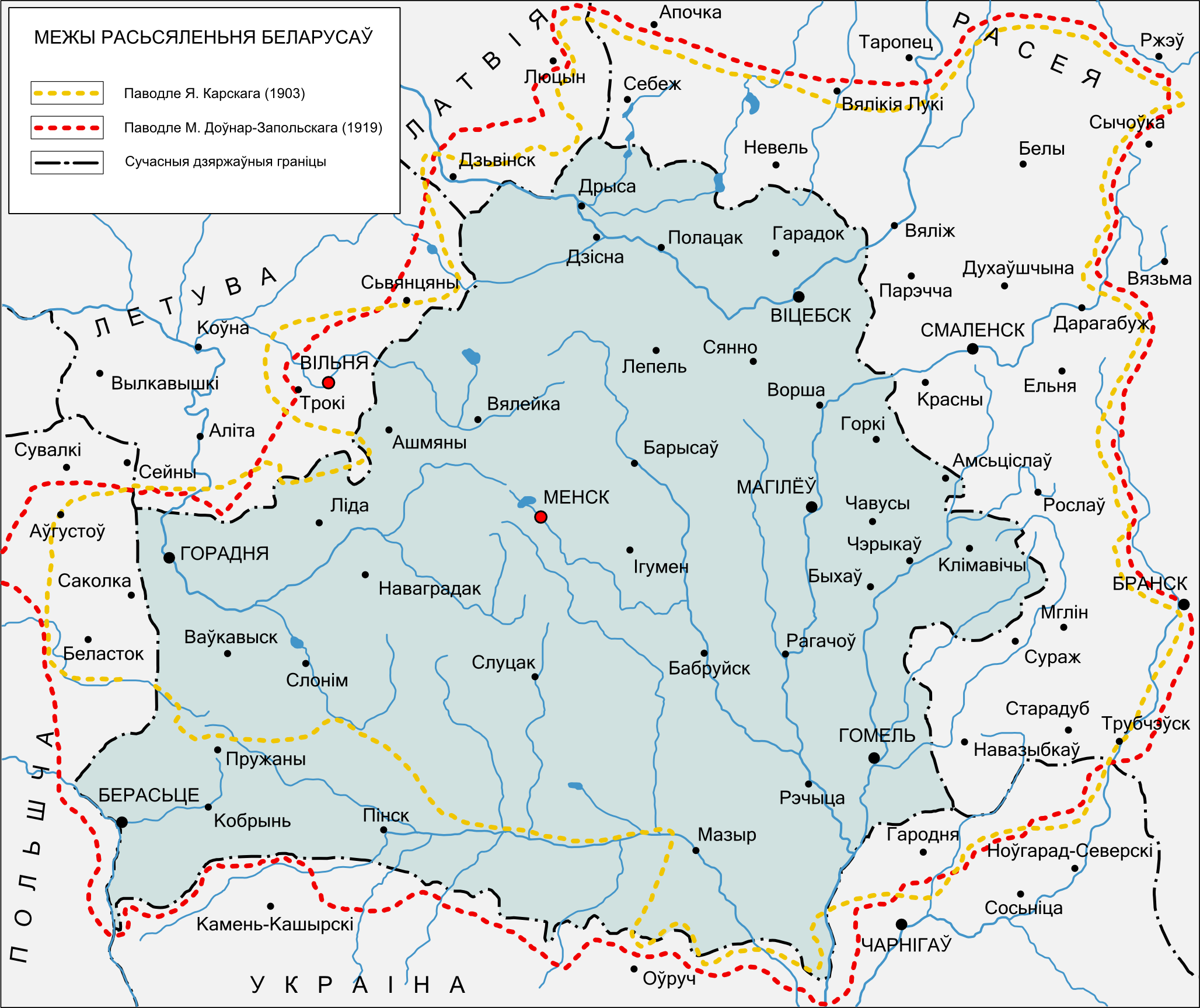
Giả định phạm vi rộng nhất của các khu vực người Belarus hiện diện theo nghiên cứu của các nhà dân tộc học người Belarus Yefim Karsky (1903, màu vàng) và Mitrofan Dovnar-Zapol'skiy (1919, màu đỏ), nằm trên lãnh thổ Belarus sau 1991 (xanh)

Ngay sau khi hiệp ước hòa bình Xô-Đức được ký vào tháng 3 năm 1918, Rada của Cộng hòa Dân chủ Belarus mới thành lập đã đưa ra yêu sách lãnh thổ đối với Belarus dựa trên các khu vực được quy định đơn phương trong Hiến chương Lập hiến thứ ba, là những nơi người Belarus chiếm đa số. Hiến chương tương tự của Rada cũng tuyên bố rằng Hiệp ước Brest-Litowsk tháng 3 năm 1918 là không hợp lệ, vì nó được các chính phủ nước ngoài ký kết để phân chia các lãnh thổ không phải của họ.
Vào tháng 2 năm 1919, một Cộng hòa Xã hội chủ nghĩa Xô viết Litva–Byelorussia (Litbel) được thành lập, và sau đó là một CHXHCNXV Byelorussia riêng biệt. Do đó, nhà nước dân tộc vốn gần như không được yêu cầu, từng xuất hiện trong Thế chiến thứ nhất, có được sự tồn tại trực tiếp là do những nỗ lực thay thế của Đức, Nga và Ba Lan nhằm đảm bảo quyền kiểm soát khu vực. — Tania Raffass

Trong Hiến chương Lập hiến thứ hai, Rada bãi bỏ quyền sở hữu tư nhân về đất đai phù hợp với Tuyên ngôn của Đảng Cộng sản. Trong khi đó, đến năm 1919, những người Bolshevik nắm quyền kiểm soát phần lớn Belarus và buộc Rada của Belarus phải lưu vong tại Đức. Những người Bolshevik thành lập Cộng hòa Xã hội chủ nghĩa Xô viết Byelorussia trong cuộc chiến với Ba Lan trên gần như cùng lãnh thổ mà Cộng hòa Belarus tuyên bố chủ quyền.
Hội Quốc Liên phê chuẩn biên giới Ba Lan-Liên Xô mới. Thỏa thuận hòa bình vẫn được duy trì trong suốt thời gian giữa hai thế chiến. Biên giới được thiết lập giữa hai nước vẫn có hiệu lực cho đến Chiến tranh thế giới thứ hai và Liên Xô xâm lược Ba Lan 17 tháng 9 năm 1939. Theo sự kiên quyết của Joseph Stalin, các đường biên giới đã được vẽ lại trong các Hội nghị Yalta và Potsdam.

## Cộng hoà Ba Lan thứ hai
Per Anders Rudling đã viết, bất chấp những nỗ lực của Liên Xô trong việc phong tỏa biên giới [với Ba Lan], nông dân - những người tị nạn từ Byelorussia Xô viết - đã vượt biên sang Ba Lan với số lượng hàng chục nghìn người. Theo điều tra nhân khẩu Ba Lan năm 1921, có khoảng 1 triệu người Belorussia ở nước này. Một số người ước tính số người Belorussia ở Ba Lan vào thời điểm đó có lẽ là 1,7 triệu người, hoặc thậm chí lên tới 2 triệu. Sau Hòa ước Riga, hàng nghìn người Ba Lan định cư trong khu vực, nhiều người trong số họ (bao gồm cả những cựu chiến binh đấu tranh vũ trang giành độc lập cho Ba Lan) được chính phủ trao đất.
Trong cuộc đàm phán với các nhà lãnh đạo Belarus tại Vilnius, Józef Piłsudski bác bỏ lời kêu gọi độc lập cho Tây Belorussia. Vào tháng 12 năm 1919, Rada bị Ba Lan giải tán, trong khi đến đầu tháng 1 năm 1920, một cơ quan mới được thành lập, Rada Najwyższa, không có khát vọng độc lập nhưng có các chức năng đề xuất về văn hóa, xã hội và giáo dục. Józef Piłsudski đàm phán với giới lãnh đạo Tây Belorussia, nhưng cuối cùng đã từ bỏ ý tưởng về Intermarium, là liên bang do chính ông đề xuất gồm các quốc gia tự trị cục bộ trên vùng đất của Thịnh vượng chung Ba Lan-Litva trước đây.
Trong cuộc bầu cử lập pháp Ba Lan năm 1922, đảng Belarus trong Khối thiểu số quốc gia giành được 14 ghế trong Nghị viện Ba Lan (11 tại Sejm). Vào mùa xuân năm 1923, Thủ tướng Ba Lan Władysław Sikorski ra lệnh báo cáo về tình hình của người thiểu số Belarus tại Ba Lan. Mùa hè năm đó, một quy định mới được thông qua cho phép tiếng Belarus chính thức được sử dụng trong tòa án và trường học. Việc dạy tiếng Belarus bắt buộc được áp dụng ở tất cả trường trung học Ba Lan ở các khu vực người Belarus sinh sống vào năm 1927.

### Ba Lan hoá
Người dân Belarus ở Tây Belorussia phải đối mặt với việc Ba Lan hoá tích cực của chính quyền trung ương Ba Lan. Chính sách này gây áp lực cho việc học tiếng Belarus, phân biệt đối xử với ngôn ngữ Belarus và áp đặt bản sắc dân tộc Ba Lan đối với người Công giáo La Mã ở Belarus.
Vào tháng 1 năm 1921, starosta từ Wilejka đã viết về tâm trạng phổ biến là sự cam chịu và thờ ơ của nông dân Tây Belorussia, bị bần cùng hóa bởi việc trưng dụng lương thực của những người Bolshevik và quân đội Ba Lan. Ông nhấn mạnh rằng, mặc dù các trường học Belarus mới đang 'mọc lên khắp nơi' trong hạt của ông, nhưng chúng vẫn nuôi dưỡng thái độ chống Ba Lan.
Năm 1928 có 69 trường dạy bằng tiếng Belarus ở Tây Belorussia; số lượng người nhập học rất ít một phần do chất lượng giảng dạy thấp hơn. Sách giáo khoa ngữ pháp tiếng Belarus đầu tiên chỉ được viết vào khoảng 1918. Năm 1939, hơn 90% trẻ em tại Ba Lan được đến trường. Như những nơi khác, hệ thống giáo dục ở Tây Belorussia cũng khuyến khích tiếng Ba Lan. Trong khi đó, những kẻ kích động Belarus bị trục xuất về Liên Xô từ Ba Lan đã bị NKVD Liên Xô bỏ tù vì bị quy là thành phần theo chủ nghĩa dân tộc tư sản.
Hầu hết cư dân Ba Lan trong khu vực  ủng hộ chính sách đồng hóa văn hóa đối với người Belarus theo đề xuất của Dmowski. Động lực Ba Lan hóa được truyền cảm hứng và ảnh hưởng bởi Đảng Dân chủ Quốc gia Ba Lan của Dmowski, những người chủ trương từ chối quyền phát triển dân tộc tự do của người Belarus và người Ukraina. Władysław Studnicki, một quan chức có ảnh hưởng của Ba Lan, tuyên bố rằng sự tham gia của Ba Lan ở phương Đông tương đương với một cuộc thuộc địa hóa kinh tế rất cần thiết. Truyền thông chủ nghĩa dân tộc Belarus bị chính quyền Ba Lan gây áp lực và kiểm duyệt.
Người Belarus bị chia rẽ theo các tôn giáo với khoảng 70% theo Chính thống giáo và 30% theo Công giáo La Mã. Theo các nguồn tin của Nga, sự phân biệt đối xử nhằm mục đích đồng hóa những người Belarus theo Chính thống giáo Đông phương. Nhà chức trách giáo hội Ba Lan đã xúc tiến tiếng Ba Lan trong các nghi lễ Chính thống giáo, và khởi xướng việc thành lập Hiệp hội Chính thống giáo Ba Lan ở bốn thành phố bao gồm Slonim, Białystok, Vawkavysk và Novogrodek. Linh mục Công giáo La Mã người Belarus Fr. Vincent Hadleŭski là người quảng bá tiếng Belarus trong nhà thờ, và nhận thức dân tộc Belarus, đã bị áp lực bởi những người đồng cấp Ba Lan của ông. Giáo hội Công giáo Ba Lan ở Tây Belorussia đã ban hành tài liệu cho các linh mục về việc sử dụng tiếng Belarus thay vì tiếng Ba Lan trong các Nhà thờ và Trường Chúa nhật Công giáo. Hướng dẫn do Giáo hội Công giáo Ba Lan xuất bản ở Warszawa từ năm 1921 đã chỉ trích các linh mục thuyết giảng bằng tiếng Belarus trong các thánh lễ Công giáo.

### Hramada

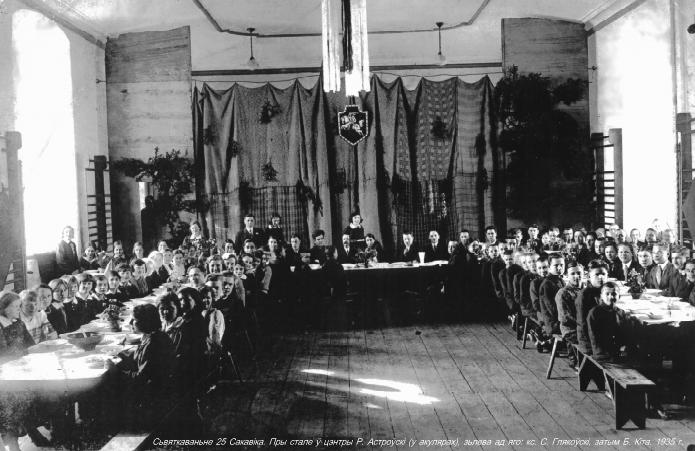
Trẻ em tập trung tại phòng ăn của trường trung học Belarus ở Vilnia, Ba Lan, 1935

So với người thiểu số Ukraina sống ở Ba Lan (đông hơn), người Belarus có nhận thức và hoạt động chính trị kém hơn nhiều. Tổ chức chính trị lớn nhất của người Belarus là Liên minh Công nhân và Nông dân Belarus, còn được gọi là Hramada.  Hramada nhận được giúp đỡ về hậu cần từ Liên Xô và Quốc tế Cộng sản và đóng vai trò là vỏ bọc cho Đảng Cộng sản Tây Belorussia cấp tiến và có tư tưởng lật đổ. Do đó họ đã bị chính quyền Ba Lan cấm chỉ, các nhà lãnh đạo của họ bị kết án nhiều án tù và sau đó bị trục xuất về Liên Xô, tại đó họ bị chế độ Xô viết giết.
Chính phủ Ba Lan ngày càng theo chủ nghĩa dân tộc và các dân tộc thiểu số ngày càng theo hướng ly khai, do vậy quan hệ tiếp tục gia tăng căng thẳng, và nhóm thiểu số Belarus cũng không phải là ngoại lệ.  Tương tự như vậy, theo Marek Jan Chodakiewicz, Liên Xô coi Ba Lan là "kẻ thù số một". Trong Đại thanh trừng, khu dân tộc Ba Lan tại Dzyarzhynsk đã bị giải thể và NKVD của Liên Xô đã tiến hành cái gọi là "Chiến dịch Ba Lan" (từ khoảng 25 tháng 8 năm 1937 đến 15 tháng 11 năm 1938) – trong đó người Ba Lan ở Đông Byelorussia, tức là Byelorussia Xô viết, bị trục xuất và hành quyết. Chiến dịch này đã gây ra cái chết của tới 250.000 người - trong tổng số 636.000 người dân tộc Ba Lan theo chính thức - do sát hại chính trị, bệnh tật hoặc chết đói. Trong số này, ít nhất 111.091 người dân tộc thiểu số Ba Lan đã bị NKVD troika bắn. Theo Bogdan Musiał, nhiều người đã bị sát hại trong các vụ hành quyết trong tù. Ngoài ra, hàng trăm nghìn người dân tộc Ba Lan từ Byelorussia Xô viết và Ukraina Xô viết đã bị trục xuất sang các vùng khác của Liên Xô.
Liên Xô cũng thúc đẩy Byelorussia Xô viết là khu vực tự trị chính thức để thu hút người Belarus sống ở Ba Lan. Hình ảnh này đã thu hút nhiều nhà lãnh đạo dân tộc Tây Belorussia, và một số người trong số họ, như Frantsishak Alyakhnovich hoặc Uładzimir Žyłka đã di cư từ Ba Lan đến Byelorussia Xô viết, nhưng rất nhanh chóng trở thành nạn nhân của cuộc đàn áp của Liên Xô.

## Liên Xô xâm lược Ba Lan, 1939

Bản đồ hoạt hoạ cuộc xâm lược Ba Lan năm 1939.

Ngay sau khi Đức-Xô xâm lược Ba Lan theo sau Hiệp ước Đức–Xô, khu vực Tây Belorussia chính thức được sáp nhập vào Cộng hòa Xã hội chủ nghĩa Xô viết Byelorussia. Cảnh sát mật Liên Xô NKVD, được Hồng quân hỗ trợ, đã tổ chức các cuộc bầu cử dàn dựng trong bầu không khí đe dọa và khủng bố nhà nước. Chính quyền chiếm đóng của Liên Xô đã tổ chức bầu cử vào ngày 22 tháng 10 năm 1939, chưa đầy hai tuần sau cuộc xâm lược. Các công dân liên tục bị đe dọa rằng việc trục xuất họ đến Siberia sắp xảy ra. Các phong bì phiếu bầu được đánh số để dễ theo dõi và thường được giao đã được niêm phong. Cuộc trưng cầu dân ý bị gian lận. Các ứng cử viên không được biết đến trong khu vực bầu cử của họ, và đã được bảo vệ có vũ trang đưa đến điểm bỏ phiếu. Cái gọi là cuộc bầu cử vào Hội đồng Nhân dân Tây Ukraina và Tây Byelorussia được tiến hành bằng tiếng Nga.
Ngày 30 tháng 10, phiên họp của Hội nghị Nhân dân được tổ chức tại Belastok (Białystok thuộc Ba Lan) khẳng định quyết định của Liên Xô về việc gia nhập Cộng hòa Xã hội chủ nghĩa Xô viết Belarus cũng như Liên Xô. Đơn thỉnh cầu được chính thức chấp nhận bởi Xô viết Tối cao Liên Xô vào ngày 2 tháng 11 và bởi Xô viết Tối cao CHXHCNXV Byelorussia vào ngày 12 tháng 11 năm 1939. Kể từ đó trở đi, tất cả công dân Ba Lan sẽ thấy mình đang sống ở CHXHCNXV Byelorussia với tư cách là dân chúng của Liên Xô và không được công nhận quốc tịch Ba Lan của họ.
Tuyên truyền của Liên Xô miêu tả việc Liên Xô xâm lược Ba Lan là "sự thống nhất với Tây Byelorussia và Ukraina". Nhiều người dân tộc Belarus và người Do Thái hoan nghênh việc thống nhất với Byelorussia Xô viết. Hầu hết các nhóm công dân giàu có đã thay đổi thái độ sau khi trực tiếp trải nghiệm phong cách của hệ thống Xô Viết.

### Ngược đãi

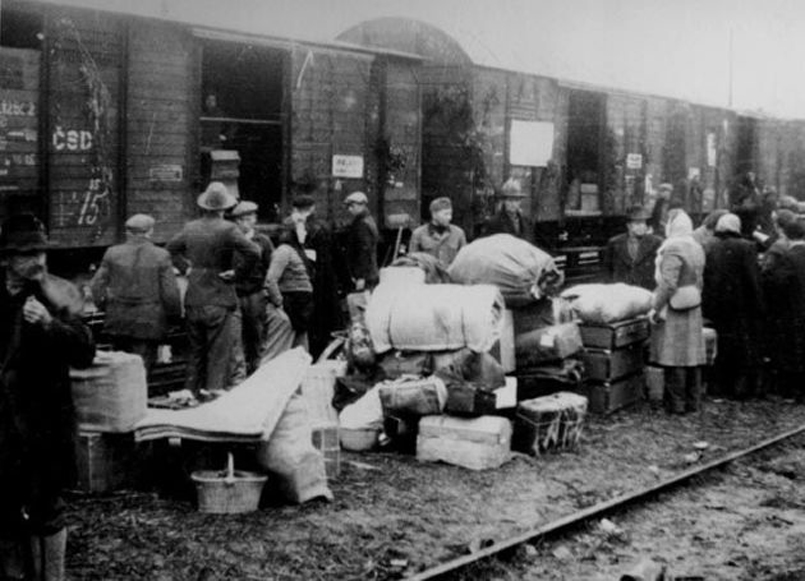
Các gia đình Ba Lan bị trục xuất đến Siberia sau khi Liên Xô sáp nhập các khu vực phía đông của Cộng hòa Ba Lan thứ hai.

Liên Xô nhanh chóng bắt đầu tịch thu, quốc hữu hóa và phân phối lại tất cả tài sản tư nhân và nhà nước. Trong hai năm sau khi sáp nhập, Liên Xô bắt giữ khoảng 100.000 công dân Ba Lan trên khắp Kresy. Do thiếu quyền tiếp cận các kho lưu trữ bí mật của Liên Xô và Belarus, trong nhiều năm sau chiến tranh, ước tính số công dân Ba Lan bị trục xuất từ các khu vực của Tây Belorussia đến Siberia, cũng như số người thiệt mạng dưới sự cai trị của Liên Xô, chỉ là ước tính. Vào tháng 8 năm 2009, nhân dịp kỷ niệm 70 năm cuộc xâm lược của Liên Xô, Viện Tưởng niệm Quốc gia Ba Lan có thẩm quyền đã thông báo rằng các nhà nghiên cứu của họ đã giảm ước tính số người bị trục xuất đến Siberia xuống còn 320.000 người.  Khoảng 150.000 công dân Ba Lan đã thiệt mạng dưới sự cai trị của Liên Xô.

## Chiến tranh Xô-Đức 1941–1945
Các điều khoản của Hiệp ước Molotov–Ribbentrop được ký trước đó ở Moskva đã sớm bị phá vỡ, khi Quân đội Đức tiến vào khu vực chiếm đóng của Liên Xô vào ngày 22 tháng 6 năm 1941. Sau Chiến dịch Barbarossa, hầu hết Tây Belorussia trở thành một phần của Reichskommissariat Ostland (RKO) của Đức, với vị thế gọi là Generalbezirk Weißruthenien (tổng vùng Ruthenia Trắng). Nhiều người dân tộc Belarus ủng hộ Đức Quốc xã. Đến cuối năm 1942, Ivan Yermachenka thân Đức thành lập tổ chức BNS thân Quốc xã với 30.000 thành viên. Cảnh sát Phụ trợ Belarus được thành lập. Được người Đức biết đến với cái tên Schutzmannschaft, cảnh sát dân tộc Belarus đóng một vai trò không thể thiếu trong Holocaust tại Belarus, đặc biệt là trong làn sóng thanh lý ghetto thứ hai, bắt đầu vào tháng 2–3 năm 1942.
Năm 1945, Bộ ba lớn gồm Anh, Hoa Kỳ và Liên Xô thiết lập biên giới mới cho Ba Lan. Phần lớn Tây Belorussia vẫn là một phần của CHXHCNXV Byelorussia sau khi kết thúc Thế chiến thứ hai ở châu Âu;  chỉ có khu vực xung quanh Białystok (Belostok) được trả lại cho Ba Lan. Cư dân Ba Lan nhanh chóng bị cưỡng bức tái định cư về phía Tây. Tây Belorussia được được sáp nhập hoàn toàn vào CHXHCNXV Byelorussia.
Ban đầu Liên Xô dự định chuyển thủ đô của CHXHCNXV Byelorussia tới Vilna. Tuy nhiên, cùng năm đó Joseph Stalin ra lệnh chuyển thành phố và khu vực xung quanh cho Litva, và vài tháng sau đó nước này bị Liên Xô sáp nhập và trở thành một nước cộng hòa xô viết mới. Do đó, Minsk vẫn là thủ đô của CHXHCNXV Byelorussia đã mở rộng. Biên giới của Byelorussia Xô viết một lần nữa bị thay đổi phần nào sau chiến tranh (đáng chú ý là khu vực xung quanh thành phố Białystok (Vùng Belastok) được trả lại cho Ba Lan). Tuy nhiên, nhìn chung, chúng trùng với biên giới của Cộng hòa Belarus hiện đại.

### Xô viết hóa
Các đảng chính trị Belarus và xã hội ở Tây Belorussia thường thiếu thông tin về các cuộc đàn áp ở Liên Xô và chịu ảnh hưởng mạnh mẽ từ tuyên truyền của Liên Xô. Do điều kiện kinh tế tồi tệ và sự phân biệt dân tộc đối với người Belarus ở Ba Lan, nhiều người dân Tây Belorussia hoan nghênh việc sáp nhập vào Liên Xô.
Tuy nhiên, ngay sau khi Liên Xô sáp nhập Tây Belorussia, các nhà hoạt động chính trị Belarus không ảo tưởng về sự thân thiện của chế độ Xô Viết. Dân cư ngày càng ít trung thành hơn khi điều kiện kinh tế ngày càng trở nên tồi tệ hơn và khi chế độ mới tiến hành các cuộc đàn áp và trục xuất hàng loạt nhắm vào người Belarus cũng như người dân tộc Ba Lan.
Ngay sau khi sáp nhập, chính quyền Liên Xô đã tiến hành quốc hữu hóa đất nông nghiệp thuộc sở hữu của các địa chủ lớn ở Tây Belorussia. Tập thể hóa và thành lập các trang trại tập thể (kolkhoz) được lên kế hoạch  để thực hiện với tốc độ chậm hơn so với ở Đông Byelorussia vào những năm 1920. Đến năm 1941, ở các vùng phía tây Byelorussia Xô viết, số lượng trang trại cá thể giảm chỉ còn 7%; 1115 trang trại tập thể được thành lập. Đồng thời, áp lực và thậm chí đàn áp đối với những nông dân lớn (được tuyên truyền của Liên Xô gọi là kulaki) bắt đầu: quy mô đất nông nghiệp cho một trang trại cá thể bị giới hạn ở 10ha, 12ha và 14ha tùy thuộc vào chất lượng của đất. Họ bị cấm thuê lao động và cho thuê đất.
Dưới sự chiếm đóng của Liên Xô, công dân Tây Belorussia, đặc biệt là người Ba Lan, phải đối mặt với thủ tục "lọc" của bộ máy NKVD, dẫn đến hơn 100.000 người bị ép buộc trục xuất đến các vùng phía đông của Liên Xô (như Siberia) ngay trong đợt đầu tiên. Tổng cộng, trong hai năm tiếp theo, khoảng 1,7 triệu công dân Ba Lan bị đưa lên các chuyến tàu chở hàng và bị đưa từ Kresy của Ba Lan đến các trại lao động Gulag.

## Cộng hoà Belarus
Phần lớn người Ba Lan sống ở các khu vực phía Tây của Belarus, bao gồm 230.000 người ở tỉnh Grodno. Ngoài ra, Sapotskin và selsoviet của nó có đa số là người Ba Lan. Tổ chức lớn nhất của người Ba Lan ở Belarus là Liên minh người Ba Lan tại Belarus (Związek Polaków na Białorusi), với hơn 20.000 thành viên.